# Wizards & Warriors X: The Fortress of Fear
Wizards & Warriors X: The Fortress of Fear é um jogo eletrônico de plataforma de rolagem lateral de 1990 desenvolvido pela empresa britânica Rare e publicado pela Acclaim Entertainment para o console portátil Game Boy Advance. Passando-se após os eventos de Ironsword: Wizards & Warriors II, o jogo apresenta o guerreiro cavaleiro Kuros; ele parte para a Fortaleza do Medo para derrotar o mago maligno Malkil, que, após 17 anos de dormência, capturou a Princesa Elaine e a aprisionou lá.
Wizards & Warriors X consiste em cinco "Capítulos" que compreendem 18 níveis. Em contraste com os jogos anteriores da série, a jogabilidade é mais linear. As análises foram principalmente negativas e focadas na jogabilidade lenta, na falta de continuações e no desfoque causado pela rolagem no Game Boy. Além disso, em resposta ao título do jogo (Capítulo X), algumas revistas de jogos perguntaram o que aconteceu com os capítulos intermediários da série Wizards & Warriors.

## Jogabilidade

Jogabilidade de Wizards & Warriors X, em que Kuros ataca um esqueleto inimigo com sua espada

Wizards & Warriors X: The Fortress of Fear é um jogo de plataforma de ação no qual os jogadores assumem o papel de Kuros enquanto ele luta pela Fortaleza do Medo para derrotar o mago maligno Malkil. A jogabilidade é mais do tipo hack and slash e é linear, em contraste com os jogos anteriores da série. O jogo consiste em cinco "Capítulos" que compreendem 18 níveis no total. Os jogadores podem mover Kuros com o controle e fazê-lo pular e atacar os inimigos pressionando os outros botões. Os principais objetivos em cada nível são aumentar a pontuação derrotando inimigos e coletando gemas, manter a força vital de Kuros coletando comida e cerveja, e ganhar poderes mágicos coletando vários feitiços. Para atingir esses objetivos, os jogadores precisam encontrar chaves e abrir baús de tesouro, coletar todos os itens, evitar objetos perigosos e derrotar quaisquer inimigos que estejam no caminho. Ao longo do jogo, os jogadores podem coletar várias magias para ajudar Kuros ao longo do caminho. Essas magias são encontradas principalmente em baús trancados e incluem o "Escudo de Proteção", a "Poção de Cura", a "Magia de Invencibilidade" e as "Botas de Salto". No final de cada "Capítulo" há um chefe, que deve ser derrotado antes de passar para os níveis posteriores.
A força vital de Kuros, que consiste em uma série de corações localizados no topo da tela, diminui toda vez que ele sofre dano de inimigos e objetos perigosos ou se ele cai muito longe; o jogador perde uma vida se a força vital de Kuros acabar ou se ele cair da tela, e o jogo termina se todas as vidas forem perdidas. No entanto, os jogadores podem coletar comida e cerveja para ajudar a repor a força vital de Kuros, e podem coletar versões em miniatura de Kuros para vidas extras. Se o jogo terminar, e uma pontuação alta o suficiente for obtida, os jogadores podem registrar suas iniciais e pontuação mais alta em "The Scroll of Honor", onde, de acordo com o manual do jogo, "as pontuações dos maiores guerreiros que já entraram na Fortaleza do Medo são registradas". No entanto, as pontuações mais altas dos jogadores são apagadas quando o dispositivo é desligado. O jogo não oferece uma continuação, então os jogadores devem reiniciar o jogo do início toda vez que o jogo terminar.

## Enredo
Os eventos em Wizards & Warriors X: The Fortress of Fear acontecem após os eventos em Ironsword: Wizards & Warriors II. O jogo apresenta o guerreiro cavaleiro Kuros, "um dos guerreiros mais corajosos a empunhar a IronSword", bem como a única pessoa a derrotar o mago maligno Malkil. Após a derrota de Malkil em Ironsword, ele ficou em reclusão por mais de 17 anos, durante os quais ninguém ouviu falar dele. Então, a Princesa Elaine desaparece sem deixar vestígios, no qual Kuros acredita que Malkil a capturou e a aprisionou na temida Fortaleza do Medo, localizada na floresta de Zanifer. Kuros então se aventura na Fortaleza do Medo para impedir Malkil de prosseguir com seus planos malignos. No entanto, muitas pessoas entraram na Fortaleza do Medo, mas nenhuma delas sobreviveu.

## Recepção
Wizards & Warriors X: The Fortress of Fear foi desenvolvido pela empresa de videogame sediada no Reino Unido Rare, e foi publicado pela Acclaim Entertainment em janeiro de 1990 na América do Norte. Foi brevemente abordado na revista Nintendo Power em sua edição de maio-junho de 1990. Lá, a equipe questionou por que a Acclaim intitulou o jogo de Capítulo X, dizendo que "se descobrirmos o que aconteceu com os Capítulos III a IX, informaremos vocês". Também foi analisado na revista de jogos Mean Machines, do Reino Unido, onde eles elogiaram o jogo no geral, mas criticaram o nível de desfoque causado no Game Boy pela rolagem. De acordo com o revisor Julian Rignall: "É uma pena que isso apresente uma rolagem tão desfocada, porque, de outra forma, é um ótimo jogo."

Em uma retrospectiva de toda a série Wizards & Warriors, a revista de retrogaming do Reino Unido Retro Gamer fez a mesma pergunta que a Nintendo Power fez 20 anos antes, perguntando o que aconteceu do quarto ao nono capítulos da série. Eles notaram a jogabilidade mais linear de hack and slash que o diferenciava de suas contrapartes do NES. O jogo foi criticado principalmente pela revista por sua jogabilidade lenta, alto nível de dificuldade (no qual eles afirmam que é mais difícil do que Ironsword) e falta de continues. Suspeitando erroneamente que o jogo nunca foi lançado na Europa, eles disseram que "pode ter sido uma bênção disfarçada".

## Ligações Externas
- Wizards & Warriors X: The Fortress of Fear no MobyGames
- Review no Honest Gamers